# Янушкевич, Василий Антонович
Василий Антонович Янушкевич (12 февраля 1937 — 1 декабря 2022) — советский и российский военачальник. Заместитель командующего войсками Сибирского военного округа, начальник Ярославского высшего военного финансового училища им. генерала армии А. В. Хрулёва (1987—1992). генерал-майор (7 мая 1980).

## Биография
- командир 11-й гвардейской танковой дивизии (вч пп 58325) (январь 1978 года — июнь 1980 года), гвардии полковник - генерал-майор (7 мая 1980).

Под его командованием дивизия успешно решала поставленные задачи, отличалась высокой боеготовностью, мастерством и слаженностью действий личного состава. В 1980 году по итогам боевой и политической подготовки соединение заняло первое место в Сухопутных войсках, было награждено переходящим Красным знаменем военного совета Сухопутных войск Вооруженных Сил СССР.
- окончил Военную Академию Генерального штаба,
- Заместитель командующего войсками Сибирского военного округа по гражданской обороне,
- 1987-1992 начальник Ярославского высшего военного финансового училища им. генерала армии А. В. Хрулёва.
- После службы проживал в Ярославле.

Умер 1 декабря 2022 года.

## Награды
- Орден «За службу Родине в Вооружённых Силах СССР» 3-й степени
- Медаль «За боевые заслуги»
- Медаль «В ознаменование 100-летия со дня рождения Владимира Ильича Ленина» (6 апреля 1970[2])
- Медаль «За укрепление боевого содружества»
- Юбилейная медаль «Двадцать лет Победы в Великой Отечественной войне 1941—1945 гг.»
- Юбилейная медаль «300 лет Российскому флоту»
- Медаль «Ветеран Вооружённых Сил СССР»
- Юбилейная медаль «50 лет Вооружённых Сил СССР»
- Юбилейная медаль «60 лет Вооружённых Сил СССР»[3]
- Юбилейная медаль «70 лет Вооружённых Сил СССР»[4]
- Медаль «За безупречную службу» I степени
- Медаль «За безупречную службу» II степени
- Медаль «За безупречную службу» III степени
- Медаль «За ратную доблесть»